# Cary (Carolina del Norte)
Cary (pronunciado [ˈkɛəri]) es un pueblo en los condados de Wake y Chatham es el estado estadounidense de Carolina del Norte. Casi en su totalidad se ubica en el condado de Wake y es su segundo mayor municipio y el tercero mayor en el Triángulo de Carolina del Norte tras Raleigh y Durham. La población de la localidad era de 94.536 en el censo de 2000 pero la oficina censal estima que la población ha crecido hasta los 136.637 en 2009, convirtiéndose en la mayor localidad y la séptima mucipalidad más grande del estado. Cary fue la quinta ciudad con un crecimiento más rápido en los Estados Unidos entre septiembre de 2006 y septiembre de 2007.

## Historia

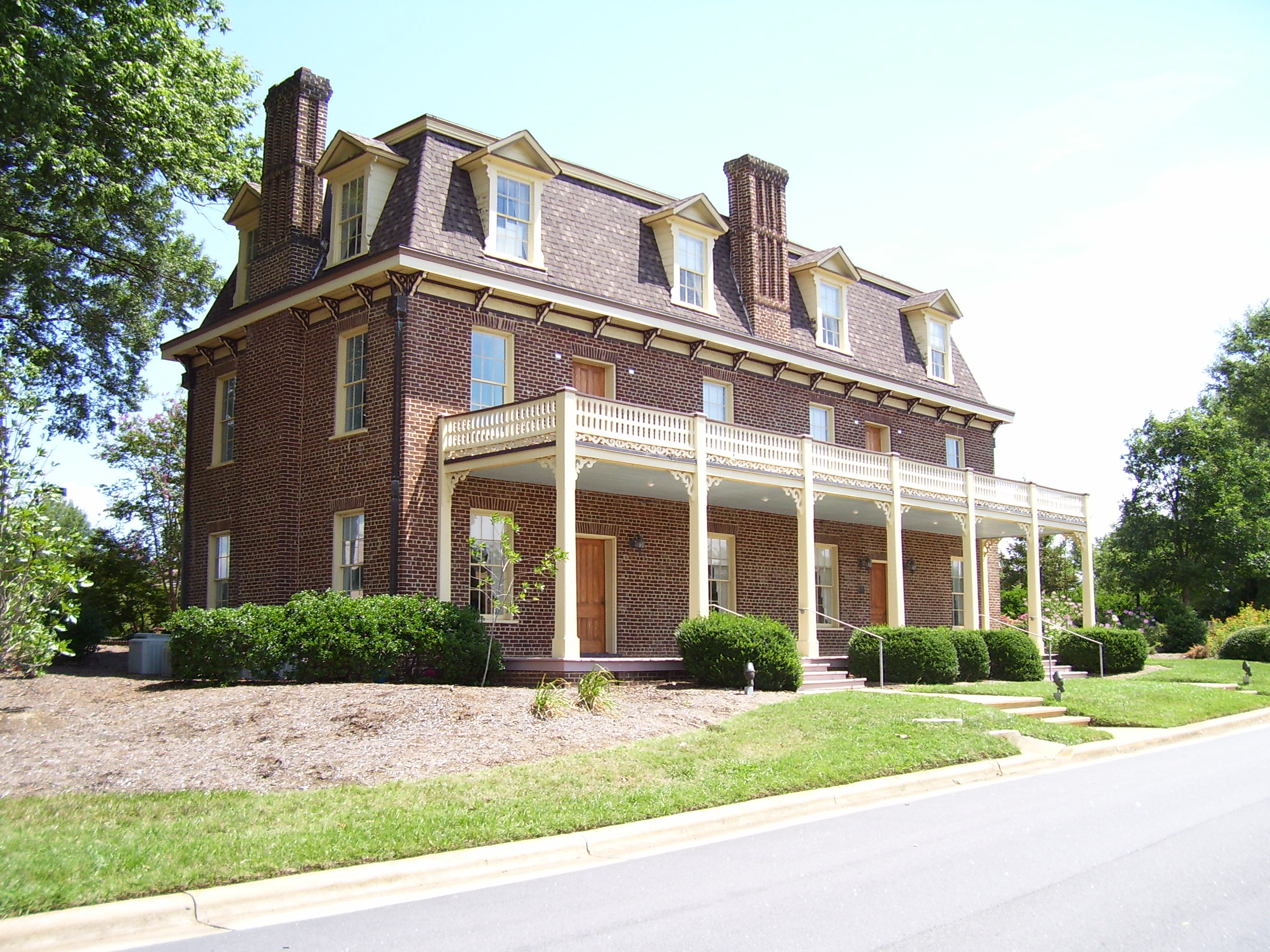
Page-Walker Hotel; en la actualidad museo de historia local.

El Cary actual comienza en 1750 como un asentamiento llamado Bradford's Ordinary. Unos 100 años después, la construcción del Ferrocarril de Carolina del Norte entre New Bern y Hillsborough colocó a Bradford's Ordinary en una ruta principal de transporte.Se considera a Allison Francis "Frank" Page como el fundador de la ciudad. Page era un granjero y leñador en el Condado de Wake, junto a su mujer Catherine "Kate" Raboteau Page, compró 300 acres de tierra junto al empalme del ferrocarril en 1854 y llamó a su adquisición Cary por Samuel Fenton Cary, un congresista y prohibicionista de Ohio al que admiraba. Page se convirtió en agente de ferrocarril y promotor de la ciudad. Trazó las primeras calles de Cary y construyó un aserradero, un almacén y una oficina de correos. En 1868, onstruyó también un hotel para los pasajeros que utilizaban el tren y pasaban por Cary. Cary se incorporó como ciudad el 6 de abril de 1871, siendo Page su primer alcalde.
En 1879, la llegada de la línea férrea Raleigh and Augusta Air-Line,(actualmente CSX Transportation), creó un nuevo empalme al norte de la ciudad y favoreció un mayor crecimiento. 
En sus primeros años, Cary adoptó normas urbanísticas y otras ordenanzas para controlar el crecimiento y dar a la ciudad una cierte estructura.
En 1971, la ciudad creó una norma urbanística (Planned Unit Development) para acomodar a la creciente población en relación con el cercano Research Triangle Park, el mayor parque tecnológico de los Estados Unidos.

## Demografía
Según la Oficina del Censo en 2000 los ingresos medios por hogar en la localidad eran de $75.122, y los ingresos medios por familia eran $88.074. Los hombres tenían unos ingresos medios de $62.012 frente a los $38.819 para las mujeres. La renta per cápita para la localidad era de $32.974. Alrededor del 2.1% de las familias y del 3.4% de la población estaban por debajo del umbral de pobreza.

## Educación
Las Escuelas Públicas del Condado Wake (WCPSS por sus siglas en inglés) gestiona las escuelas públicas que sirven a la ciudad.